# Youghal
Youghal is een plaats in het Ierse graafschap County Cork. De havenplaats telt 6203 inwoners.
De plaats is gebouwd op de oever van de rivier Blackwater en heeft een opvallende langgerekte en smalle vorm. De naam van de plaats is afkomstig van de taxusbossen die hier vroeger veelvuldig voorkwam.

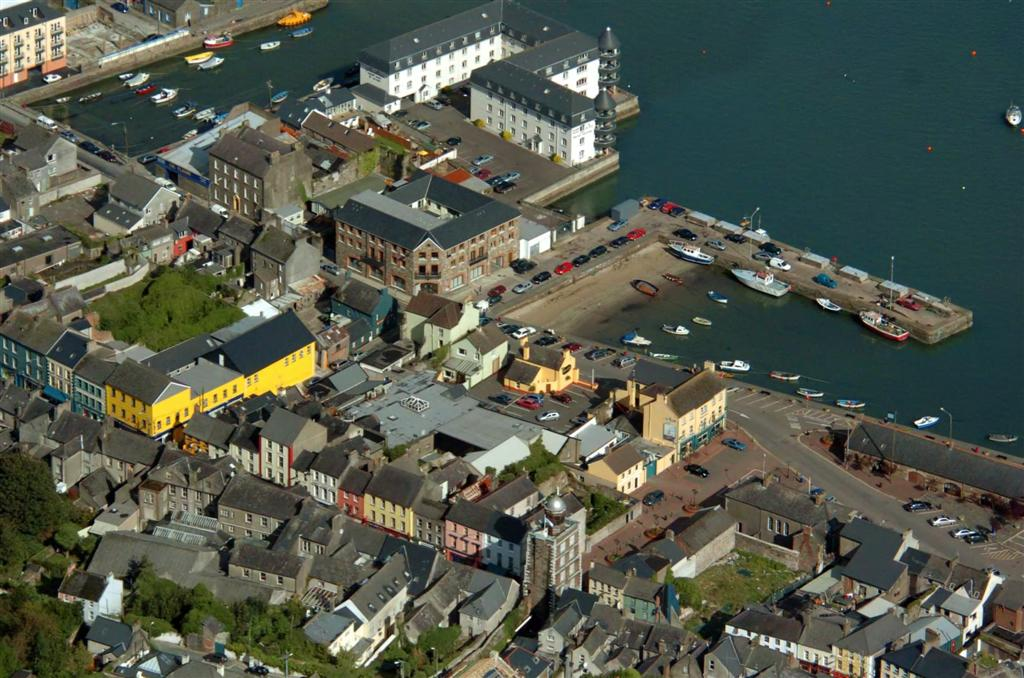
Luchtfoto

## Toerisme
Youghal heeft een aantal van de beste en veiligste stranden van Ierland, met een hoge waterkwaliteit. In de jaren vijftig en 60 van de 20e eeuw was Youghal een populair resort, waar men in groten getale met de trein heen ging. De plaats heeft verder veel historische gebouwen. De haven was vroeger belangrijker dan die van Cork en Dublin. Na de sluiting van de spoorlijn in de jaren zeventig kwam de plaats in een neerwaartse spiraal, mede veroorzaakt door de afnemende textielindustrie. Tegenwoordig wordt het gebied rond Youghal ook wel de Ierse Riviera genoemd, en neemt de populariteit weer toe. Cork Airport is het dichtstbijzijnde vliegveld en ligt op ongeveer 40 minuten rijden.

## Belangrijke personen
Sir Walter Raleigh was de burgemeester van Youghal in 1588 en 1599 en woonde bij Myrtle Grove. De eerste aardappels werden geplant in de tuinen van Myrtle Grove in 1585. Myrtle Grove's South Gable is de plek waar Edmund Spenser een deel van zijn gedicht The Faerie Queene zou hebben geschreven. Het huis is niet open voor bezichtiging, alleen in de zomermaanden bij georganiseerde tours.
Sir Richard Boyle, bekend als de Great Earl of Cork had een aanzienlijk verblijf in Youghal, tegenwoordig bekend als "The College", dicht bij de St. Mary's Collegiate Church.
In 1954, filmde John Huston hier een deel van de film Moby Dick, waarin de stad stond voor New Bedford (Massachusetts). Een pub in de stad draagt nog steeds de naam van de film.